# Złota kolekcja: Biała flaga
Złota kolekcja: Biała flaga – album kompilacyjny grupy Republika, zawierający jej największe przeboje. Płyta wydana została w 1999 jako część serii Złota kolekcja. Album doczekał się reedycji w roku 2005 oraz 2012 w wersji poszerzonej (2 CD), płyta nr 2 nosi tytuł Nowe sytuacje.
Składanka uzyskała certyfikat złotej płyty.

## Lista utworów
1. „Kombinat” (muz. i sł. G. Ciechowski) – 3:20
2. „Gadające głowy” (muz. i sł. G. Ciechowski) – 4:22
3. „Biała flaga” (muz. i sł. G. Ciechowski) – 4:53
4. „Halucynacje” (muz. i sł. G. Ciechowski) – 3:22
5. „Arktyka” (muz. i sł. G. Ciechowski) – 4:09
6. „Nieustanne tango” (muz. i sł. G. Ciechowski) – 5:26
7. „Moja krew” (muz. i sł. G. Ciechowski) – 4:16
8. „Obcy astronom” (muz. G. Ciechowski, Z. Krzywański sł. G. Ciechowski) – 5:17
9. „Śmierć w bikini” (muz. i sł. G. Ciechowski) – 4:24
10. „Poranna wiadomość” (muz. i sł. G. Ciechowski) – 4:23
11. „Tak długo czekam (Ciało)” (muz. i sł. G. Ciechowski) – 6:37
12. „Sexy Doll” (muz. i sł. G. Ciechowski) – 4:00
13. „Sam na linie” (muz. i sł. G. Ciechowski) – 3:48
14. „Reinkarnacje” (muz. L. Biolik, G. Ciechowski, Sł. Ciesielski, Z. Krzywański sł. G. Ciechowski)– 5:59
15. „Psy Pawłowa” (muz. i sł. G. Ciechowski) – 4:18
16. „Zapytaj mnie czy cię kocham” (muz. i sł. G. Ciechowski) – 3:50
17. „Telefony” (muz. i sł. G. Ciechowski) – 4:20

Płyta ta została wydana w serii Złota kolekcja.

## Lista utworów cd 2- Nowe Sytuacje wersja 2012
1. „Nowe sytuacje” (muz. i sł. G. Ciechowski) – 4:27
2. „Plan” (muz. i sł. G. Ciechowski) – 3:39
3. „Prąd” (muz. i sł. G. Ciechowski) – 4:23
4. „Znak równości” (muz. i sł. G. Ciechowski) – 2:49
5. „Zróbmy to (teraz)” (muz. i sł. G. Ciechowski) – 3:17
6. „Na barykadach walka trwa” (muz. i sł. G. Ciechowski) – 4:21
7. „Fanatycy ognia” (muz. i sł. G. Ciechowski) – 3:28
8. „Lawa” (muz. Z. Krzywański sł. G. Ciechowski[3]) – 3:12
9. „Prośba do następcy” (muz. L. Biolik, G. Ciechowski, Sł. Ciesielski, Z. Krzywański sł. G. Ciechowski) – 4:39
10. „Tu jestem w niebie” (muz. L. Biolik, G. Ciechowski, Sł. Ciesielski, Z. Krzywański sł. G. Ciechowski) – 4:02
11. „W końcu” (muz. G. Ciechowski, Z.Krzywański sł. G. Ciechowski) – 4:40
12. „Rak miłości” (muz. G. Ciechowski, L.Biolik sł. G. Ciechowski) – 4:42
13. „Mamona” (muz. G. Ciechowski, Z. Krzywański sł. G. Ciechowski) – 3:40
14. „Odchodząc” (muz. G. Ciechowski, Z. Krzywański sł. G. Ciechowski) – 3:58
15. „Raz na milion lat” (muz. G. Ciechowski, Z. Krzywański sł. G. Ciechowski) – 5:06
16. „Śmierć na pięć” (muz. i sł. G. Ciechowski) – 3:13